# Apollodotos II.

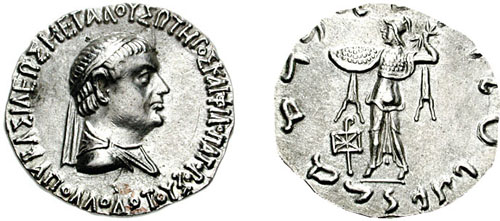
Münze Appollodotos' II.

Apollodotos II. (griechisch „Geschenk des Apollo“) war ein indo-griechischer König, der um 80 bis 65 v. Chr. regierte.
Apollodotos II. ist so gut wie nur von seinen Münzen bekannt, die sich vor allem im Punjab fanden, was seinem Herrschaftsbereich entsprochen haben wird. Unter Apollodotos II. scheint die griechische Herrschaft in Indien eine gewisse Renaissance erlebt zu haben. Die Indo-Skythen hatten zu dieser Zeit große Teile Nordindiens erobert. Apollodotos II. konnte dagegen Teile des Landes zurückerobern und wahrscheinlich sogar Taxila von den Indo-Skythen zurückgewinnen. Er ist einer der ersten Indo-griechischen Herrscher, der sich Basileos Megalou, also Großkönig nannte.
Seine Münzen zeigen auf der Vorderseite meist sein Porträt und griechische Legenden, auf der Rückseite befindet sich ein Bild einer stehenden Athene mit Legenden in Kharoshthi. Andere Prägungen zeigen einen Apollo auf der Vorderseite, sicherlich als Referenz zum Namen des Herrschers. Eine seiner Münzen ist von Zoilos II. überprägt worden.